# Карасинська сільська рада (Росія)
Кара́синська сільська рада (рос. Карасинский сельский совет) — сільське поселення у складі Юргамиського району Курганської області Росії.
Адміністративний центр — село Карасі.
Населення сільського поселення становить 762 особи (2017; 862 у 2010, 1172 у 2002).

## Склад
До складу сільського поселення входять:
| Населений пункт       | Населення, осіб (2002) | Населення, осіб (2010) |
| --------------------- | ---------------------- | ---------------------- |
| Барановка, присілок   | 127                    | 88                     |
| Карасі, село          | 795                    | 611                    |
| Кільцевий, селище     | 82                     | 77                     |
| Макаташкіна, присілок | 5                      | -                      |
| Малі Карасі, присілок | 16                     | 8                      |
| Редуть, присілок      | 147                    | 78                     |